# Panade à Champignac (album)
Panade à Champignac est un album de bande dessinée, le dix-neuvième de la série Spirou et Fantasio. Il contient deux aventures : Panade à Champignac et Bravo les Brothers. 
C'est le dernier album signé par Franquin avant que Jean-Claude Fournier ne reprenne la série. 

## Panade à Champignac

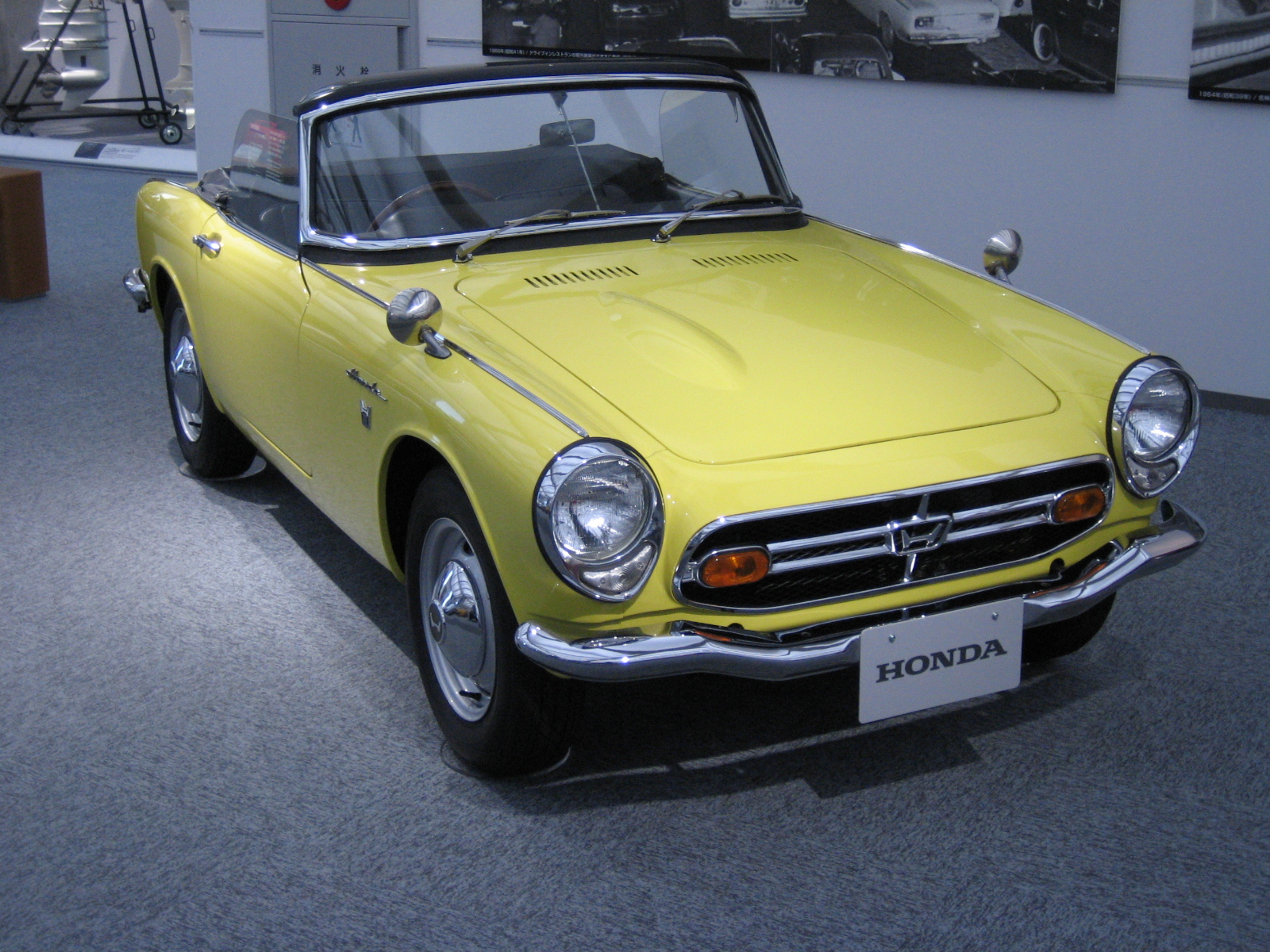
Spirou et Fantasio laissent la luxueuse Turbotraction et roulent pour la 1re fois dans cet épisode en Honda S800 Cabriolet.

## Personnages
- Spirou
- Fantasio
- Spip
- Le marsupilami
- Le comte de Champignac
- Zorglub
- Gaston Lagaffe

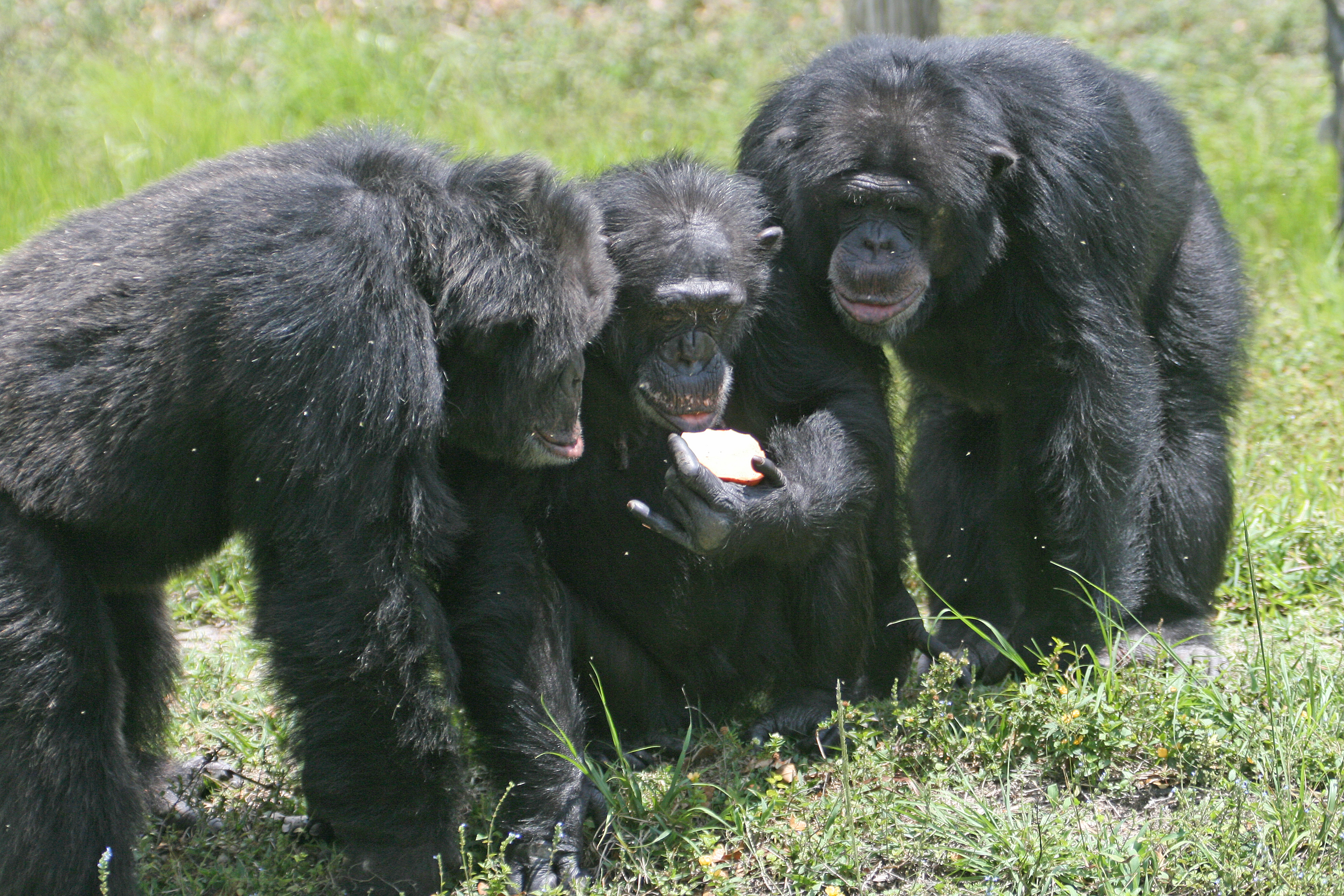
Les Brothers en chair et en os.

- Otto Paparapap (première apparition)
- Gustave Labarbe, maire de Champignac
- Duplumier
- Noé (première apparition)
- Adhémar des Mares-en-Thrombes
- Léon Prunelle (première apparition)
- Mademoiselle Jeanne (première apparition)
- Yves Lebrac(première apparition)
- Joseph Boulier(première apparition)
- Aimé De Mesmaeker(première apparition)
- Jef Van Schrijfboek (première apparition)
- L'agent Jules (première apparition)
- Le commissaire de Chantrelles-sous-Bois (première apparition)

## Dépression nerveuse de Franquin
Dans le scénario des deux histoires de ce volume, on ressent la dépression nerveuse que traversait Franquin à l'époque, notamment par l'aspect nihiliste du récit et par une tendance de l'auteur à tourner ses personnages en ridicule. 
À cet égard, Fantasio concentre différentes allusions à la dépression du dessinateur. Dans Panade à Champignac, Spirou vient chercher son camarade sur son lieu de travail où le surmenage (notamment causé par les fantaisies de Gaston Lagaffe) a eu raison de sa santé. Ils décident alors de partir pour Champignac afin de se ressourcer. Mais c'est dans la deuxième histoire, Bravo les Brothers (1965), que les sous-entendus sont les plus éloquents. Tout d'abord, la majeure partie de l'intrigue prend place au cœur de la rédaction où travaillent Spirou et Fantasio. Et cette dernière bouillonne dans l'urgence et le stress de la prochaine parution, que l'on peut facilement comparer au rythme de publication de l'éditeur Dupuis — ce dernier est d'ailleurs souvent évoqué et fait même un caméo dans la première histoire, sans que son visage ne soit montré. Spirou se retrouve même au téléphone avec Peyo et Jidéhem. Enfin, lassé des extravagances de Gaston et de ses trois singes savants, Fantasio avale des antidépresseurs en déclarant qu'ils ont été « laissés par Franquin avant son départ ».

## Traductions
- Suédois : Raffel med Zafir, Carlsen Comics.

Bravo les Brothers
- Vietnamien : Nhung Chu Khi Vui Tinh, édité par Sach Mang Non, 1989